# Thrissacanthias penicillatus
Thrissacanthias penicillatus is een kamster uit de familie Astropectinidae.
De wetenschappelijke naam van de soort werd, als Persephonaster penicillatus, in 1905 gepubliceerd door Walter Kenrick Fisher.